# 楳木武士
楳木 武士（うめき たけし、1995年1月22日 - ）は、千葉県千葉市出身のハンドボール選手。日本ハンドボールリーグのトヨタ自動車東日本所属。

## 経歴
市川高等学校時代は2010年に日本代表U-16に選出。
2012年は第5回男子ユースアジア選手権の日本代表U-19に選ばれた。
高校卒業後は筑波大学へ進学。2014年は第2回U-22東アジア選手権の日本代表や第14回男子ジュニアアジア選手権の日本代表U-21に選出された。
2015年は第20回男子ジュニア世界選手権の日本代表U-21に選ばれた。
2017年に日本ハンドボールリーグのトヨタ自動車東日本へ加入。

## 詳細情報

### 年度別成績
| 年       | チーム             | 試合 | フィールド 得点 | 率   | 7m  | 合計  | 警告 | 退場 | 失格 |
| -------- | ------------------ | ---- | --------------- | ---- | --- | ----- | ---- | ---- | ---- |
| 2017-18  | トヨタ自動車東日本 | 24   | 4/8             | .500 | 0/0 | 4/8   | 0    | 3    | 0    |
| 2018-19  | トヨタ自動車東日本 | 22   | 30/39           | .769 | 0/0 | 30/39 | 7    | 10   | 0    |
| JHL：2年 | JHL：2年           | 46   | 34/47           | .723 | 0/0 | 34/47 | 7    | 13   | 0    |

- 各年度の太字はリーグ最高

### 記録

#### 日本ハンドボールリーグ
- フィールドゴール初得点：2017年9月16日、対北陸電力戦（佐賀県総合体育館）[7]

### 背番号
- 11 (2017年 - )

## 代表歴

### 日本代表U-22
- U-22東アジア選手権 (2014年)

### 日本代表U-21
- ジュニア世界選手権 (2015年)
- ジュニアアジア選手権 (2014年)

### 日本代表U-19
- ユースアジア選手権 (2012年)

### 日本代表U-16
- 日韓スポーツ交流 (2010年)